# Evangelion: 3.0+1.01 – Thrice Upon a Time
Evangelion: 3.0+1.01 – Thrice Upon a Time (jap. シン・エヴァンゲリオン劇場版 𝄇 Shin Evangerion Gekijōban) ist der vierte Film der Rebuild-of-Evangelion-Reihe zur Anime-Fernsehserie Neon Genesis Evangelion. Er setzt die Handlung des dritten Films, Evangelion: 3.33 – You Can (Not) Redo., fort. Der Film kam 2021 in die japanischen Kinos und wurde danach auch international veröffentlicht.

## Handlung
Nachdem Shinji Ikari fast die Fortsetzung des Third Impact ausgelöst hätte und die Welt nur durch die Aufopferung Kaworu Nagisas davor bewahrt wurde, irrt er zusammen mit dem jüngeren Klon von Rei Ayanami und Asuka Langley Shikinami durch die verwüsteten Reste NEO-Tokyos. Währenddessen geht der Kampf zwischen WILLE und NERV weiter: Während WILLE unter Misatos Katsuragis Führung ihre Kräfte sammelt und die Reste der Menschheit beim Überleben unterstützt, arbeitet Gendo Ikari mit NERV am Abschluss der Vollendung der Menschheit. Shinji und die beiden Mädchen kommen an einem von Menschen bewohnten Dorf an, wo sie auch auf Toji Suzuhara und Kensuke Aida treffen. Die sind im Gegensatz zu den EVA-Piloten inzwischen erwachsen geworden. Bei ihnen kommen die drei unter und Shinji kann mit Hilfe des Klons seine vom fast ausgelösten Third Impact verursachte Depression überwinden. Doch der Klon kann außerhalb von NERV nicht überleben und stirbt.
Als sie die Gelegenheit erhalten, gehen Shinji und Asuka zurück an Bord der Wunder. Seine erneute Aufnahme führt zu Konflikten zwischen der Besatzung und Katsuragi, die dem Jungen gegenüber zu weich sei. Sie bereiten sich auf dem letzten Kampf gegen NERV vor, wo alle Vorbereitungen für den Forth Impact und die Vollendung der Menschheit abgeschlossen wurden. Die Wunder greift NERV am Südpol an und wird in den Forth Impact hineingezogen – so wie es Gendo Ikari geplant hatte. Und er plant, einen Additional Impact auszulösen, um mit Yui wiedervereint zu werden. Shinji folgt ihm durch das Tor von Guf in das Anti-Universum, wo ihm die Gefühle und Beweggründe seines Vaters offenbart werden. Doch kann er Gendo auch zeigen, dass der trotz all seiner Bemühungen, sein Menschsein zu überwinden, noch immer menschliche Empfindungen und Ängste hegt. Durch die Aufopferung ihres Schiffes und ihrer selbst kann Misato eine neue Lanze des Gaius formen, obwohl es keine Lanzen mehr geben sollte. Mit ihr kann Shinji den Impact aufhalten und die Menschheit in einer neuen Schöpfung wiederauferstehen lassen.

## Produktion
Der Film entstand bei Studio Khara unter der Regie und nach einer Idee von Hideaki Anno, der auch die Fernsehserie Neon Genesis Evangelion und deren Filme in den 1990ern maßgeblich prägte. Als letzter Teil der, bereits bei den vorhergehenden Filmen mehrfach verzögerten, Rebuild-of-Evangelion-Reihe wurde dieser Anime nach Veröffentlichung des Vorgängers Evangelion: 3.33 – You Can (Not) Redo im Jahr 2012 zunächst für 2015 erwartet. Im April 2015 machte Hideaki Anno jedoch öffentlich, dass er erneut an Depression leide und er seine Beteiligung an Filmproduktionen und damit auch an dem vierten Film bis auf Weiteres aufschiebe. Dazu kam, dass Studio Khara in finanzielle und rechtliche Streitigkeiten mit Annos früheren Studio Gainax geriet. Darin ging es um Kredite, die von Khara an Gainax gegeben wurden, und um unerlaubte Nutzung von Inhalten aus Evangelion durch Gainax. Der Rechtsstreit wurde erst 2021 beendet. 2017 wurde die Produktion des vierten Films der Reihe schließlich aufgenommen.
An der Regie waren neben Anno auch Katsuichi Nakayama, Kazuya Tsurumaki und Mahiro Maeda beteiligt; das Storyboard stammt neben Anno von Kazuya Tsurumaki und Mahiro Maeda. Das ursprüngliche Charakterdesign stammt von Takeshi Honda und Yoshiyuki Sadamoto, die künstlerische Leitung lag bei Tatsuya Kushida. Weitere Designs stammen von Yūsuke Watanabe und die Animationsarbeiten wurden geleitet von  Atsushi Nishigori. Für die Kameraführung war Toru Fukushi von Studio T2 verantwortlich. Im Oktober 2020 waren die Animationsarbeiten abgeschlossen. Im darauf folgenden November wurden die Dialogaufnahmen beendet und im Dezember war schließlich auch der Schnitt abgeschlossen.

## Veröffentlichung
Eine zehnminütige Vorschau auf den Film wurde am 6. Juli 2019 auf der Japan Expo in Paris gezeigt sowie danach auf einigen weiteren Veranstaltungen. Es folgte noch im Dezember 2019 eine Ankündigung des Films für den 27. Juni 2020. Wegen der COVID-19-Pandemie in Japan wurde diese Ankündigung im April 2020 zurückgezogen, während die Fertigstellung des Films noch nicht abgeschlossen war, die Veröffentlichung auf den 23. Januar 2021 verschoben. Wegen der Auswirkungen der Pandemie kam es zu einer weiteren Verschiebung und der 155 Minuten lange Film kam schließlich am 8. März 2021 in die japanischen Kinos.
Eine durch einige Schnitte veränderte Version, die aber die gleiche Geschichte erzählt, kam am 12. Juni 2021 in Japan in die Kinos. Am 13. August des gleichen Jahres wurde der Anime international in diversen Synchronfassungen auf Amazon Prime veröffentlicht, darunter auch auf Deutsch. Die anderen Sprachfassungen sind Englisch, Französisch, Portugiesisch, Spanisch, Koreanisch und Italienisch.

## Synchronisation
Die deutsche Sprachfassung des Films wurde bei Arena Synchron erstellt. Regie führte Matthias von Stegmann, der auch das Dialogbuch dazu schrieb. Im Zuge dieser Synchro wurden die drei bereits veröffentlichten Filme der Tetralogie mit einer Neusynchro durch dasselbe Team versehen.
| Rolle                     | Japanischer Sprecher (Seiyū) | Deutscher Sprecher |
| ------------------------- | ---------------------------- | ------------------ |
| Shinji Ikari              | Megumi Ogata                 | Hannes Maurer      |
| Asuka Langley Shikinami   | Yūko Miyamura                | Julia Ziffer       |
| Rei Ayanami               | Megumi Hayashibara           | Marie Bierstedt    |
| Mari Illustrious Makinami | Maaya Sakamoto               | Lea Kalbhenn       |
| Misato Katsuragi          | Kotono Mitsuishi             | Julia Kaufmann     |
| Gendō Ikari               | Fumihiko Tachiki             | Erich Räuker       |
| Kōzō Fuyutsuki            | Motomu Kiyokawa              | Uli Krohm          |
| Ritsuko Akagi             | Yuriko Yamaguchi             | Peggy Sander       |
| Kaworu Nagisa             | Akira Ishida                 | Robin Kahnmeyer    |

## Musik
Der Soundtrack des Films wurde komponiert von Shirō Sagisu. Unter den Stücken sind auch neu arrangierte, ältere Werke Sagisus, unter anderem solche, die für frühere Produktionen Annos (Die Macht des Zaubersteins und Kare Kano) geschaffen hatte, sowie die Lieder VOYAGER ~ Hizuke no Nai Bōyō, gesungen von Megumi Hayashibara, aus Sayonara Jupiter von 1984 und eine Melodie aus Der große Krieg der Planeten von 1977. Das Titellied ist One Last Kiss, gesungen von Hikaru Utada und koproduziert von A.G. Cook. Angekündigt zunächst für Januar erschien das Lied schließlich kurz nach dem Film am 9. März 2021 auf Kaufmedien und zum Herunterladen. Beim Musikvideo zur Single führte Hideaki Anno Regie. Am 17. März erschien schließlich der Soundtrack, zunächst für Februar angekündigt, als Album auf drei Disks.